# Campionati europei di atletica leggera 2022 - 200 metri piani femminili
La specialità dei 200 metri piani femminili dei campionati europei di atletica leggera 2022 si è svolta tra il 18 e il 19 agosto all'Olympiastadion di Monaco di Baviera, in Germania.

## Podio
| Pos.    | Atleta            | Nazionalità   | Tempo | Note |
| ------- | ----------------- | ------------- | ----- | ---- |
| Oro     | Mujinga Kambundji | Svizzera      | 22"32 |      |
| Argento | Dina Asher-Smith  | Gran Bretagna | 22"43 |      |
| Bronzo  | Ida Karstoft      | Danimarca     | 22"72 |      |

## Situazione pre-gara

### Record
Prima di questa competizione, il record del mondo (RM), il record europeo (EU) e il record dei campionati (RC) erano i seguenti.
| Record                | Prestazione | Atleta                               | Data                                     | Competizione   |
| --------------------- | ----------- | ------------------------------------ | ---------------------------------------- | -------------- |
| Record mondiale       | 21"34       | Florence Griffith-Joyner Stati Uniti | 29 settembre 1988 Seul, Corea del Sud    | Olimpiadi 1988 |
| Record europeo        | 21"63       | Dafne Schippers Paesi Bassi          | 28 augusto 2015 Pechino, Cina            | Mondiali 2015  |
| Record dei campionati | 21"71       | Heike Drechsler Germania Est         | 29 agosto 1986 Stoccarda, Germania Ovest | Europei 1986   |

### Campione in carica
La campionessa europea in carica era:
| Campione | Atleta                         | Prestazione | Data                             | Competizione | Note                                    |
| -------- | ------------------------------ | ----------- | -------------------------------- | ------------ | --------------------------------------- |
| Europeo  | Dina Asher-Smith Gran Bretagna | 21"89       | 11 agosto 2018 Berlino, Germania | Europei 2018 | Miglior prestazione mondiale stagionale |

### La stagione
Prima di questa gara, gli atleti europei con le migliori tre prestazioni dell'anno erano:
| Pos. | Atleta                         | Prestazione      | Data                                         |
| ---- | ------------------------------ | ---------------- | -------------------------------------------- |
| 1    | Dina Asher-Smith Gran Bretagna | 21"96 (+1,4 m/s) | 19 luglio 2022 Eugene, Stati Uniti d'America |
| 2    | Mujinga Kambundji Svizzera     | 22"05 (+2,0 m/s) | 19 luglio 2022 Eugene, Stati Uniti d'America |
| 3    | Corinna Schwab Germania        | 22"51 (+0,7 m/s) | 11 giugno 2022 Wetzlar, Germania             |

## Risultati

### Batterie
Le batterie si sono corse a partire dalle 13:05 del 18 agosto. Le prime 4 di ogni batteria (Q) e i 4 tempi migliori tra le escluse (q) si qualificano alle semifinali.

#### Batteria 1
| Posizione | Corsia | Atleta                    | Nazionalità   | Tempo | Note |
| --------- | ------ | ------------------------- | ------------- | ----- | ---- |
| 1         | 2      | Jodie Williams            | Gran Bretagna | 22"92 | Q,   |
| 2         | 5      | Delphine Nkansa           | Belgio        | 23"08 | Q    |
| 3         | 8      | Gémima Joseph             | Francia       | 23"21 | Q    |
| 4         | 6      | Artemis Melina Anastasiou | Grecia        | 23"38 | Q    |
| 5         | 3      | Susanne Walli             | Austria       | 23"45 | q    |
| 6         | 1      | Marika Popowicz-Drapała   | Polonia       | 23"47 |      |
| 7         | 4      | Vittoria Fontana          | Italia        | 23"63 |      |
| 8         | 7      | Martina Hofmanová         | Rep. Ceca     | 23"73 |      |

#### Batteria 2
| Posizione | Corsia | Atleta                  | Nazionalità   | Tempo | Note |
| --------- | ------ | ----------------------- | ------------- | ----- | ---- |
| 1         | 4      | Jamile Samuel           | Paesi Bassi   | 23"00 | Q    |
| 2         | 6      | Lorène Bazolo           | Portogallo    | 23"12 | Q    |
| 3         | 8      | Jessica-Bianca Wessolly | Germania      | 23"14 | Q,   |
| 4         | 2      | Olivia Fotopoulou       | Cipro         | 23"40 | Q    |
| 5         | 5      | Anniina Kortetmaa       | Finlandia     | 23"60 |      |
| 6         | 7      | Julia Henriksson        | Svezia        | 23"62 |      |
| 7         | 3      | Lucía Carrillo          | Spagna        | 23"64 |      |
| -         | 1      | Beth Dobbin             | Gran Bretagna | dnf   |      |

#### Batteria 3
| Posizione | Corsia | Atleta              | Nazionalità | Tempo | Note |
| --------- | ------ | ------------------- | ----------- | ----- | ---- |
| 1         | 5      | Shana Grebo         | Francia     | 23"00 | Q    |
| 2         | 6      | Imke Vervaet        | Belgio      | 23"05 | Q, = |
| 3         | 2      | Alexandra Burghardt | Germania    | 23"16 | Q    |
| 4         | 7      | Lisa Lilja          | Svezia      | 23"20 | Q    |
| 5         | 3      | Nikola Horowska     | Polonia     | 23"32 | q    |
| 6         | 4      | Irene Siragusa      | Italia      | 23"36 | q    |
| 7         | 8      | Léonie Pointet      | Svizzera    | 23"39 | q    |
| 8         | 1      | Elisabeth Slettum   | Norvegia    | 23"67 |      |

### Semifinali
Le semifinali si sono corse a partire dalle 20:54 del 18 agosto. Le prime 2 di ogni semifinale (Q) e i 2 tempi migliori tra le escluse (q) si qualificano alla finale.

#### Semifinale 1
| Posizione | Corsia | Atleta            | Nazionalità   | Tempo | Note  |
| --------- | ------ | ----------------- | ------------- | ----- | ----- |
| 1         | 6      | Ida Karstoft      | Danimarca     | 22"73 | Q,    |
| 2         | 3      | Jodie Williams    | Gran Bretagna | 23"03 | Q     |
| 3         | 4      | Jamile Samuel     | Paesi Bassi   | 23"13 |       |
| 4         | 7      | Olivia Fotopoulou | Cipro         | 23"33 |       |
| 5         | 5      | Corinna Schwab    | Germania      | 23"44 | [ 4 ] |
| 6         | 8      | Imke Vervaet      | Belgio        | 23"48 |       |
| 7         | 2      | Léonie Pointet    | Svizzera      | 23"77 |       |
| 8         | 1      | Lisa Lilja        | Svezia        | 23"96 |       |

#### Semifinale 2
| Posizione | Corsia | Atleta                    | Nazionalità   | Tempo | Note |
| --------- | ------ | ------------------------- | ------------- | ----- | ---- |
| 1         | 4      | Dina Asher-Smith          | Gran Bretagna | 22"53 | Q,   |
| 2         | 3      | Lieke Klaver              | Paesi Bassi   | 22"92 | Q,   |
| 3         | 7      | Alexandra Burghardt       | Germania      | 23"05 | q    |
| 4         | 6      | Dalia Kaddari             | Italia        | 23"06 | q,   |
| 5         | 8      | Gémima Joseph             | Francia       | 23"36 |      |
| 5         | 1      | Lorène Bazolo             | Portogallo    | 23"43 |      |
| 7         | 2      | Artemis Melina Anastasiou | Grecia        | 23"60 |      |
| 8         | 5      | Nikola Horowska           | Polonia       | 23"62 |      |

#### Semifinale 3
| Posizione | Corsia | Atleta                  | Nazionalità   | Tempo | Note  |
| --------- | ------ | ----------------------- | ------------- | ----- | ----- |
| 1         | 3      | Mujinga Kambundji       | Svizzera      | 22"76 | Q,    |
| 2         | 5      | Shana Grebo             | Francia       | 23"13 | Q     |
| 3         | 6      | Paula Sevilla           | Spagna        | 23"19 | [ 4 ] |
| 4         | 7      | Delphine Nkansa         | Belgio        | 23"28 |       |
| 5         | 8      | Irene Siragusa          | Italia        | 23"46 |       |
| 6         | 2      | Jessica-Bianca Wessolly | Germania      | 23"47 |       |
| 7         | 1      | Susanne Walli           | Austria       | 23"73 |       |
| -         | 4      | Daryll Neita            | Gran Bretagna | dnf   | [ 4 ] |

### Finale
La finale si è disputata alle 22:22 del 19 agosto.
| Posizione | Corsia | Atleta              | Nazionalità   | Tempo | Note                                     |
| --------- | ------ | ------------------- | ------------- | ----- | ---------------------------------------- |
| Oro       | 3      | Mujinga Kambundji   | Svizzera      | 22"32 |                                          |
| Argento   | 5      | Dina Asher-Smith    | Gran Bretagna | 22"43 |                                          |
| Bronzo    | 6      | Ida Karstoft        | Danimarca     | 22"72 |                                          |
| 4         | 8      | Jodie Williams      | Gran Bretagna | 22"85 | Miglior prestazione personale stagionale |
| 5         | 4      | Lieke Klaver        | Paesi Bassi   | 22"88 |                                          |
| 6         | 7      | Shana Grebo         | Francia       | 23"06 |                                          |
| 7         | 2      | Dalia Kaddari       | Italia        | 23"19 |                                          |
| 8         | 1      | Alexandra Burghardt | Germania      | 23"24 |                                          |